# GECF
Il GECF (Gas Exporting Countries Forum), costituito a Tehran nel 2001, è un organismo internazionale che lega i paesi produttori di gas naturale. GECF tenta di superare l'attuale meccanismo che vincola il prezzo del gas naturale a quello del petrolio
 (proposta dell'Egitto del 2004) e di prepararsi per l'evoluzione del mercato del gas, che se fino ad ora era un mercato regionale vincolato ai gasdotti, grazie al gas naturale liquefatto (GNL) si sta globalizzando (i terminali di liquefazione e di rigassificazione sono geograficamente svincolati) e fluidificando (cresce l'importanza del mercato spot a scapito dei contratti di lunga durata).
L'innalzamento dei prezzi e l'aumento della domanda sta creando le giuste condizioni per la nascita di un OPEC del gas naturale.

## Storia
Fin dal 2001 l'Europa teme la costituzione di un cartello del gas naturale, equivalente all'OPEC, in grado di fissare le quote di produzione ed i prezzi. L'idea venne introdotta per la prima volta dal presidente russo Vladimir Putin e sostenuta dal presidente Kazako Nursultan Nazarbaev nel 2002. Nel maggio del 2006 l'amministratore delegato di Gazprom Alexander Medvedev minacciò che la Russia avrebbe creato una «alleanza di paesi produttori di gas naturale che sarebbe stata più influente dell'OPEC»  se la Russia non avesse avuto sufficiente spazio di manovra nelle negoziazioni in campo energetico con l'Europa.
Esponenti iraniani hanno espresso esplicitamente forte supporto all'idea di un cartello del gas e intrattengono incontri ufficiali con la Russia. Il sesto incontro ministeriale del GECF ha istituito lo "expert group", presieduto dalla Russia, per studiare il rafforzamento della GECF stessa. Il gruppo considererà fattori come il prezzo, le infrastrutture e le relazioni produttori-consumatori.
Secondo il ministro algerino per l'energia e lo sfruttamento minerario Chakib Khelil, questo significa che nel lungo periodo la GECF si sta muovendo per diventare una OPEC del gas. Tuttavia, data l'insicurezza dei rifornimenti di gas europei, ed in particolare italiani, da parte della Russia, Putin non ha avuto altra scelta che abbandonare la prospettiva a breve termine di un cartello del gas.
Alcune motivazioni oggettive rendono difficile la creazione del cartello:
1. il gas è distribuito in modo molto più omogeneo del petrolio
2. il mercato spot del gas è stato finora inesistente data l'ineconomicità dello stoccaggio del GNL.
3. i paesi produttori non possono avere riserve di produzione cui accedere per regolare i prezzi, come possono fare alcuni paesi produttori di petrolio, in particolare l'Arabia Saudita.
4. la stragrande percentuale di gas naturale è attualmente fornita via gasdotto, vincolando indissolubilmente paese produttore e consumatore.[senza fonte]

Nuove ipotesi e speculazioni si sono avute dopo l'incontro ministeriale del 9 aprile 2007.

## Paesi membri
Il forum ha una struttura flessibile, nessuno statuto e nessuna lista ufficiale di paesi membri. Tuttavia possono essere identificati alcuni membri abituali:
     membri
     osservatori
- Europa
  -  Russia
- Africa
  -  Algeria
  -  Egitto
  -  Guinea Equatoriale
  -  Libia
  -  Nigeria
- Medio oriente
  -  Emirati Arabi Uniti
  -  Iran
  -  Oman
  -  Qatar
- Asia
  -  Brunei
  -  Indonesia
  -  Malaysia
- Sud America
  -  Bolivia
  -  Trinidad e Tobago
  -  Venezuela

Mappa degli stati membri del GECF:
membri
osservatori

Alcuni paesi hanno partecipato ad alcuni incontri ministeriali: Bolivia, Indonesia, Libia, Oman e Turkmenistan. La Norvegia ha attualmente lo stato di osservatore.
La distribuzione del gas naturale è più articolata rispetto alla distribuzione di petrolio.

## Incontri Ministeriali
Il GECF ha avuto diciassette incontri a livello ministeriale:
| N. | N. | Incontro        | Anno          |
| -- | -- | --------------- | ------------- |
| 1  | 1  | 2001            | Teheran       |
| 2  | 2  | 2002            | Algeri        |
| 3  | 3  | 2003            | Doha          |
| 4  | 4  | 2004            | Il Cairo      |
| 5  | 5  | 2005            | Port of Spain |
| 6  | 6  | 2007            | Doha          |
| 7  | 7  | 2008            | Mosca         |
| 8  | 8  | 2009 (giugno)   | Doha          |
| 9  | 9  | 2009 (dicembre) | Doha          |
| 10 | 10 | 2010 (aprile)   | Orano         |
| 11 | 11 | 2010 (dicembre) | Doha          |
| 12 | 12 | 2011 (giugno)   | Il Cairo      |
| 13 | 13 | 2011 (novembre) | Doha          |
| 14 | 14 | 2012            | Malabo        |
| 15 | 15 | 2013            | Teheran       |
| 16 | 16 | 2014            | Doha          |
| 17 | 17 | 2015            | Teheran       |

L'incontro pianificato nel 2006 a Caracas è stato annullato.

## Vertici
| No. | Città ospitante/Paese | Città ospitante/Paese | Data             |
| --- | --------------------- | --------------------- | ---------------- |
| 1º  | Doha                  | Qatar                 | 15 novembre 2011 |
| 2º  | Mosca                 | Russia                | 1 luglio 2013    |
| 3º  | Teheran               | Iran                  | 23 novembre 2015 |